# Грей
Грей (Гр, Gy) — одиниця вимірювання поглиненої дози іонізуючого випромінювання в системі SI.
Один грей дорівнює дозі випромінювання, за якої опроміненій речовині масою один кілограм передається енергія один джоуль будь-якого іонізуючого випромінювання. Значення поглиненої дози випромінювання залежить від властивостей випромінювання і поглинаючого середовища.
1 Гр = Дж·кг−1 = м²·с−2.
Одиницю названо на честь англійського науковця Льюїса Грея.

## Біологічна дія
У Греях вимірюють поглинену енергію випромінювання, але біологічний ефект (доза) залежить від типу і енергії випромінювання та від організму і тканин, що опромінюються. Така біологічна дія виражається в Зівертах, одиниці, яка має таку ж розмірність, як і Грей, але є мірою ризику нанесення шкоди людській тканині.  Зіверт пов'язаний з Греєм  через вагові коефіцієнти, які повністю описані в статтях про еквівалентну дозу та про ефективну дозу іонізаційного випромінювання.
Для рентгенівських променів і гамма-променів Грей має те ж саме чисельне значення як і Зіверт (Зв), але для альфа-частинок один Грей еквівалентний двадцяти Зівертам через застосування вагового коефіцієнту випромінювання. Щоб уникнути плутанини між поглиненою дозою (у речовині) і еквівалентною дозою (за дією на біологічні тканини), потрібно використовувати відповідні спеціальні одиниці; Грей використовується замість Джоуля на кілограм для поглиненої дози, Зіверт використовується замість Джоуля на кілограм
для еквівалентної дози.
Вплив на організм
Вплив на весь організм 5 і більше Грей випромінювання високої енергії одноразово, як правило, призводить до смерті протягом 14 днів. Ця доза представляє 375 Джоулів для дорослої людини вагою 75 кг (375 Дж еквівалентні хімічній енергії в 20 мг цукру). Оскільки Грей є такою великою дозою випромінювання, в діагностичній медицині доза випромінювання, як правило, вимірюється в мілігреях (milligray) (мГр).
Як свідчить досвід із спостереження після променевої терапії, випадання волосся (алопеція) може статися на будь-якій покритій волоссям ділянці шкіри за доз понад 1 Гр. Випадання волосся може бути постійним при разовій дозі 10 Гр, але якщо доза отримана порціями протягом відносно тривалого часу, постійної втрати волосся може не статися, поки доза не перевищує 45 Гр. Слинні і слізні залози мають допуск випромінювання близько 30 Гр, якщо воно отримане частинами по 2 Гр, ця доза буває перевищеною при найрадикальнишій терапії за лікування пухлин, що розташовані в області голови та шиї, що може призвести до сухості. Сухість у роті (ксеростомія) і сухість очей (ксерофтальмія) може стати довгостроковою проблемою і серйозно знизити якість життя пацієнта після лікування раку. Аналогічно, потові залози в обробленій шкірі (наприклад, пахви), як правило, перестають працювати, а також природно волога вагінальна слизова часто стає сухою внаслідок тазового опромінення.
Доза у 8 Гр або вища для яєчників зазвичай викликає постійне жіноче безпліддя.